# Rahul Chakraborty
Rahul Chakraborty (* 1983 in Berlin) ist ein deutscher Schauspieler.

## Leben

### Herkunft und Privates
Chakraborty, im Westen Berlins geboren, ist deutsch-indischer Abstammung; sein Vater ist Inder; seine Großeltern mütterlicherseits stammen aus Schwaben. Chakraborty lebte von 2013 bis 2016 in Hamburg. Seit 2016 wohnt er wieder in Berlin.

### Ausbildung und Theater
Chakraborty absolvierte von September 2003 bis Juni 2007 seine Schauspielausbildung am Max-Reinhardt-Seminar in Wien. Während seiner Zeit am Max-Reinhardt-Seminar begann er auch mit ersten Theaterarbeiten. 2003 spielte er auf der Sommerbühne Altaussee den Puck in Shakespeares Komödie Ein Sommernachtstraum in einer Inszenierung von Klaus Maria Brandauer. Weitere Theaterengagements hatte er während seiner Ausbildung am Studio Wien und am Schlosstheater Wien. Er spielte dort in den Jahren 2005 und 2006 in den Produktionen Bambiland von Elfriede Jelinek, Die Wände und Galgenlieder, gemeinsam mit Seminar-Kollegen wie Maximilian Laprell, Moritz Vierboom, Emily Cox und Benjamin Strecker. 2007 spielte er bei den Freilichtspielen Schwäbisch Hall den Diener Balthasar in Romeo und Julia. 2007 trat er am Schauspielhaus Wien in König Ubu auf. Zwischen 2008 und 2015 übernahm er am Deutschen Theater in Berlin in einer Inszenierung von Jürgen Gosch die Rolle des Arbeiters in Onkel Wanja, wo er einen Vertreter des „stumpfen Landvolks“ verkörperte.
2009 war er am Berliner Maxim Gorki Theater als Andres in Woyzeck in einer Inszenierung von Tilman Köhler zu sehen. Von 2010 bis 2012 war er als festes Ensemblemitglied am Schauspielhaus Graz engagiert. Dort spielte er u. a. den Laertes in Hamlet, Ephraim in Judith und Tiger Brown in Brecht/Weills Die Dreigroschenoper.
In der Spielzeit 2012/13 trat er im Rahmen einer freien Theaterproduktion am Staatstheater Nürnberg in der Produktion Besser Wissen auf. 2013 wurde er für seine Rolle, in der er ein Mitglied einer Schüler-Gang spielte, mit dem Ensemblepreis der Bayerischen Theatertage ausgezeichnet. 2014/2015 trat er in einer Produktion des Thalia Theaters in Hamburg in dem Klassenzimmerstück „Spiel Zigeunistan“ in verschiedenen Hamburger Schulen sowie im Thalia in der Gaußstraße (Garage) auf. Chakraborty verkörperte darin in einer Doppelrolle den Schulverweigerer Wolkly, einen Sinto, und seinen älteren Onkel Letscho, einen Boxtrainer.
2015 übernahm er am Hamburger Lichthof Theater die Rolle des Erzählers in der Kindertheaterproduktion Konferenz der Tiere.

### Film und Fernsehen
Chakraborty arbeitet seit 2004 auch regelmäßig für Film und Fernsehen. Aufgrund des in der Schauspielbranche häufig anzutreffenden Castings nach Typen arbeitete er bei Bewerbungen bis Anfang 2010 teilweise mit dem Pseudonym Max Fröhlich, um seine Chancen bei der Besetzung zu erhöhen. Seit 2010 verwendet er jedoch ausschließlich seinen wirklichen Namen; auch seine Bewerbung am Schauspielhaus Graz war mit seinem wirklichen Namen erfolgreich.
In der Fernsehreihe Familie Sonnenfeld war er 2005/2006 in einer wiederkehrende Nebenrolle zu sehen; er spielte Timo, den Freund der Sonnenfeld-Tochter Sarah (Sarah Körtge). In dem  Kinofilm Hangtime – Kein leichtes Spiel (2008) hatte er eine der Hauptrollen; er spielte den jungen Ali, der sich als Rapper versucht.
In der Sat.1-Fernsehserie der Der Cop und der Snob (2012) hatte er eine durchgehende Serienrolle. Er spielte den Polizeiermittler Lumme Singh, einen indischstämmigen, in Deutschland aufgewachsenen, selbstbewussten Mann, der für die Polizisten Informationen beschafft und technischen Support leistet.
Er hatte außerdem Episodenrollen in den Fernsehserien Küstenwache (2011; als Rettungsschwimmer Sascha Advani), Kommissar Stolberg (2012; als türkischer Jugendlicher Bülent Öktem), Heiter bis tödlich: Morden im Norden (2014; als von Abschiebung bedrohter Asylbewerber Walad Ansary) und SOKO Köln (2014; als Türke und Ex-Strafgefangener Aykut Demir).
In dem ZDF-Fernsehfilm Frau Roggenschaubs Reise (Erstausstrahlung: Dezember 2015) war Chakraborty in einer Hauptrolle zu sehen. Er spielte, an der Seite von Hannelore Hoger in der Titelrolle, den jungen Gärtner und Sinto Sasha Mandel. In dem ARD-Fernsehfilm Kommissarin Louise Bonì - Jäger in der Nacht (Erstausstrahlung: Februar 2016) hatte er eine Nebenrolle; er spielte den Taxifahrer Anatol, den jungen Liebhaber der Kommissarin Louise Bonì. Im Februar/März 2016 war Chakraborty in der ZDF-Serie SOKO München in mehreren Folgen in einer wiederkehrenden Nebenrolle als aus Syrien stammender Flüchtling Yasin zu sehen. In der ZDF-Fernsehreihe Lena Lorenz spielte er in dem Film Gegen alle Zweifel (Erstausstrahlung: März 2017) den Radiomoderator Gregor Hausmann, den Freund einer blinden, hochschwangeren jungen Frau. In der 11. Staffel der österreichischen Krimiserie SOKO Donau (2019) übernahm Chakraborty eine der Episodenrollen als tatverdächtiger Chefprogrammierer eines Technologieunternehmens. In der 14. Staffel der ZDF-Serie Notruf Hafenkante (2020) spielte Chakraborty eine der Episodenhauptrollen als tatverdächtiger Ethnologe und Doktorand Juan Martinez. In der 4. Staffel der ZDF-Serie SOKO Hamburg (2022) war übernahm er eine Episodenhauptrolle als V-Mann der Hamburger Zollfahndung.

## Filmografie (Auswahl)
- 2005–2006: Familie Sonnenfeld (Fernsehreihe; Serienrolle)
- 2008: Hangtime – Kein leichtes Spiel (Kinofilm)
- 2011: Küstenwache (Fernsehserie, Folge: Tödlicher Ausflug)
- 2012: Kommissar Stolberg (Fernsehserie; Folge: Blutsbrüder)
- 2012: Der Cop und der Snob (Fernsehserie; Serienrolle)
- 2014: Heiter bis tödlich: Morden im Norden (Fernsehserie; Folge: Sprengstoff)
- 2014: SOKO Köln (Fernsehserie; Folge: Tanz ohne Wiederkehr)
- 2015: Begierde – Mord im Zeichen des Zen (Fernsehfilm)
- 2015: Frau Roggenschaubs Reise (Fernsehfilm)
- 2016: Kommissarin Louise Bonì – Jäger in der Nacht (Fernsehfilm)
- 2016: SOKO München (Fernsehserie; Seriennebenrolle)
- 2017: Lena Lorenz: Gegen alle Zweifel (Fernsehreihe)
- 2017: Bullyparade – Der Film
- 2019: SOKO Donau (Fernsehserie; Folge: Dünne Luft)
- 2020: Notruf Hafenkante (Fernsehserie; Folge: Kopfjagd in Hamburg)
- 2022: SOKO Hamburg (Fernsehserie; Folge: Schlangengrube)
- 2024: Die Rosenheim-Cops (Fernsehserie; Folge: Der Schlüssel zur Lösung)
- 2024: Sarah Kohr – Koma  (Fernsehreihe)